# پیکرخان زیاد اوغلی قاجار
پیکرخان زیاد اوغلی قاجار از سرداران قزلباش طایفه قاجار بود. وی پس از حمله به شروان در سال ۱۵۷۹ توسط تاتارها و پس از اینکه دو بار سپاه قزلباش این شهر را تصرف نمود به حکمرانی شروان منصوب گردید. در جنگی که میان پیکرخان زیاد اوغلی قاجار و مهاجمان تاتار در سال ۱۵۸۱ میلادی در نزدیکی شماخی روی داد (فتح شروان (۱۵۸۱))، تاتارها شکست خوردند.